# Bohumil Plátěnka
Bohumil Plátěnka (* 24. července 1934) je český regionální politik, v letech 1988–1990 primátor města Plzně.

## Život
Studoval na Vysoké škole ekonomické v Praze, po ukončení studia pracoval ve Státní bance československé v Sokolově, kde byl zvolen místopředsedou ONV. V roce 1958 se stal členem Komunistické strany Československa. V dalších letech byl zvolen poslancem Západočeského KNV a působil jako předseda plánovací komise KNV. V roce 1980 se stal místopředsedou Západočeského KNV a v této funkci setrval do svého zvolení primátorem na plenárním zasedání NV města Plzně 19. dubna 1988. Funkci vykonával od 1. května 1988 po odchodu primátora Eduarda Kopáčka do důchodu. Na mimořádném plenárním zasedání NV města Plzně 2. března 1990 byl z funkce odvolán podle dohod u kulatého stolu s Občanským fórem. Novým primátorem byl zvolen Ing. Stanislav Loukota a Ing. Bohumil Plátěnka náměstkem za KSČ. Jako náměstek působil do července 1990. Od roku 1992 podnikal v oboru organizačního a ekonomického poradenství.
Byl oceněn státním vyznamenáním Za vynikající práci.